# Dry Creek Cemetery
Der Dry Creek Cemetery ist ein ehemaliger Friedhof auf dem Gebiet der texanischen Stadt Terrell. Er liegt etwa 14 Kilometer nördlich der Stadt an der Verbindungsstraße FM 1565 unmittelbar an der Grenze zum Hunt County.
Angelegt wurde der Friedhof als Begräbnisstätte der ehemaligen Siedlung Turner’s Point, die 1845 von Elisha Turner an der Verbindung zwischen Shreveport und Dallas gegründet wurde. Benannt ist er nach der gleichnamigen Flusssenke, die nördlich des Friedhofs das Land durchzieht. In den 1870er Jahren wurde die Siedlung aufgegeben und entstand etwa zweieinhalb Kilometer weiter südöstlich unter dem Namen Poetry neu. Dort wurde auch ein neuer Friedhof angelegt.
Der Friedhof umfasst heute noch 279 Gräber, darunter die vieler englischer, schottischer, irischer und walisischer Siedler, die dieses Gebiet in Besitz genommen hatten. Das älteste noch vorhandene Grab ist das von Samuel Key (1840–1871).

## Quelle
- Historical Marker der Texas Historical Commission (errichtet 1980)

Koordinaten: 32° 50′ 25,5″ N, 96° 15′ 37,9″ W